# Alexandre de Lauzières-Thémines
Alexandre François Amédée Adonis Louis Joseph de Lauzières-Thémines (né à Montpellier le 13 janvier 1742, mort à Bruxelles - 2 novembre 1829) est un évêque de Blois.

## Biographie
Alexandre-François-Amédée-Adonis-Louis-Joseph de Lauzières-Thémines est le fils de Henri Paul de Lauzières de Thémines (mort en 1742) et de Pulchérie de Castellane (morte en 1798).
Il est aumônier du roi Louis XVI de 1769 à 1776,

### Évêque
En 1776, il est nommé évêque de Blois, diocèse pour lequel il perçoit 24 000 livres de rente annuelle.

### Collectionneur
Lauzières-Thémines possédait une importante collection de tableaux, dessins, sculptures en bronze et en marbre, et objets d'art, qui, vendue au duc de Penthièvre en 1791, fut saisie en 1794 au château de Châteauneuf-sur-Loire. Certains de ses vestiges sont conservés dans des musées français,.

### Révolution Française
Après l'entrée en vigueur de la Constitution civile du clergé il refuse de prêter serment « à la Nation à la Loi et au Roi », il est chassé de son diocèse par l'abbé Grégoire qui devient évêque constitutionnel, et il doit alors s'exiler et émigre en Espagne. 

### Concordat
Lors de la signature du concordat de 1801, il refuse catégoriquement de se démettre et n'est pas réintégré en tant qu'évêque diocésain par le Pape. 

### Petite Église
Il devient un des fondateurs et principaux protagoniste de la Petite Église notamment aux alentours de Savigny-sur-Braye. À la Restauration il reste à l'étranger et meurt à Bruxelles le 2 novembre 1829.